# Santiago Abascal Conde
|  | «Santiago Abascal» redirigeix aquí. Vegeu-ne altres significats a «Santiago Abascal Escuza». |

Santiago Abascal Conde   (Bilbao, 14 d'abril de 1976) és un sociòleg, polític i assagista basc.
President i fundador del partit polític Vox des del 2014, de la Fundació Disenso des del 2020 i un dels promotors de la Fundació DENAES, que va presidir entre el 2006 i el 2014 i de la qual és Secretari en l'actualitat. Col·laborador habitual de mitjans de comunicació i autor diversos assajos polítics.
Llicenciat en Sociologia per la Universitat de Deusto, es va afiliar jove al Partit Popular i fa que treballa activament com a polític des dels 23 anys, quan va començar com a regidor de l'Ajuntament de Llodio (1999-2007), a més de com a membre de les Juntes Generals d'Àlaba (2003-2004). Diputat del parlamentari basc entre 2004 i 2009, Abascal va exercir entre 2010 i 2013 dos càrrecs de lliure designació a l'administració autonòmica de la Comunitat de Madrid. El PP va abandonar el 2013 al·legant diferències irreconciliables amb la direcció del partit i va fundar llavors Vox, d'ideologia ultraconservadora. Ha estat diputat al Congrés per Madrid a la xiii i la xiv legislatures.

## Biografia
Santiago Abascal va néixer a Bilbao el 14 d'abril de 1976, en una família benestant procedent d'Amurrio (Àlaba), de llarga tradició política.
En néixer Santiago, el seu avi era l'alcalde d'Amurrio, localitat de la qual fou l'últim alcalde franquista, des del 1963 fins al 1979, quan el substituí el primer alcalde democràtic.
El seu pare, Santiago Abascal Escuza, atractiu propietari d'un negoci tèxtil, fou un dels fundadors d'Alianza Popular i, més tard, dirigent local del Partit Popular a Àlaba durant més de 35 anys. També fou regidor de l'Ajuntament d'Amurrio, membre de l'executiva del partit al País Basc i portaveu a les Juntes Generals d'Àlaba. La família va estar amenaçada per ETA i pel seu entorn.
Santiago Abascal Conde es llicencià en sociologia per la Universitat de Deusto el 2003. Col·labora en nombrosos mitjans de comunicació, com ara la cadena COPE, el Grupo Intereconomía, esRadio, Libertad Digital, 13 TV, ABC, La Razón i el Semanario Alba, i participa en les tertúlies d'El gato al agua (Intereconomía Televisión) i El cascabel (13 TV).

## Trajectòria política

### Càrrecs interns en el Partit Popular
Santiago Abascal es va afiliar al Partit Popular (PP) als 18 anys. El 1996 ingressà en el Comitè Provincial del PP d'Àlaba i des del 1999 formà part del seu comitè executiu. El novembre del 2000 fou elegit president de Nuevas Generaciones del Partido Popular del País Basc, càrrec que exercí fins al 2005. Durant aquell període també fou membre de la Junta Directiva Nacional del PP. Des del 2000 fins al 2013 fou membre de l'executiva del Partit Popular del País Basc i des del 2005 secretari d'educació del PP basc. El novembre de 2013 es donà de baixa del partit per diferències irreconciliables amb la cúpula.

### Càrrecs institucionals
El 1999, amb 23 anys, fou designat regidor del PP a l'Ajuntament de Llodio (Àlaba) en substitució d'un company, i el 2001 fou elegit per a seguir en el càrrec fins al 2005. Del 2003 al 2004, fou membre de les Juntes Generals d'Àlaba i, el 2004, ocupà, breument, un escó al Parlament Basc en substitució de Carlos Urquijo, nomenat delegat del Govern espanyol al País Basc.
El 2005 no aconseguí renovar l'escó però, pocs mesos després de les eleccions, el setembre del 2005, tornà a entrar al Parlament Basc, ara en substitució d'Encina Regalado, i fins al 2009, on, de nou, no va aconseguir-ne la renovació.
Amb la victòria de Mariano Rajoy a les eleccions generals espanyoles de 2011, el diputat basc Carlos Urquijo fou nomenat un altre cop delegat del Govern al País Basc, de manera que Santiago Abascal tornà a tenir l'oportunitat d'ocupar un escó. Tanmateix, com que Abascal discrepava de la línia oficial del Partit Popular del País Basc i se'l considerava proper a l'expresidenta María San Gil, l'aleshores president Antonio Basagoiti l'obligà a renunciar-hi. En aquest moment es pot considerar finalitzada la carrera política d'Abascal a Euskadi.
Desplaçat a la capital de l'Estat, fou nomenat director de l'Agència de Protecció de Dades de la Comunitat de Madrid des de febrer del 2010 fins a desembre del 2012. L'abril del 2013 fou nomenat director de la Fundación para el Mecenazgo y Patrocinio Social, una fundació amb un sol treballador (a banda d'Abascal) i sense cap activitat coneguda, i que l'any 2013 rebé de la Comunitat de Madrid una subvenció de 183.600,00 euros, 82.491,00 dels quals constituïren el sou de Santiago Abascal.

### Estratègia política
En el Congrés del PP a València el juny del 2008, Santiago Abascal, al costat d'Aleix Vidal-Quadras i altres delegats, presentà una esmena a la línia política del partit en relació amb els partits nacionalistes. Aquesta esmena, que fou aprovada, recollia la «necessitat d'una reforma constitucional que enforteixi l'Estat i cohesioni la Nació, així com una nova estratègia de pactes en virtut de la qual el Partit Popular cercarà de manera preferent l'estabilitat parlamentària, tant a nivell nacional com autonòmic, per mitjà d'acords amb el PSOE i no amb els nacionalistes». Aquest grup de militants va arribar a afirmar el 2009 que l'única manera de conservar la "unitat nacional" és l'eliminació de les nacionalitats de la Constitució espanyola.
Aquesta esmena a la línia política fou el fonament del suport del PP al PSE en el Parlament Basc després de les eleccions basques del 2009. En canvi, a Catalunya, el PSC permeté la investidura d'Artur Mas (CiU), que no havia obtingut la majoria absoluta a les eleccions del 2010, i el Partit Popular Català n'aprovà els pressupostos en el Parlament.
L'agost del 2012, en referència a l'anunci del final de la lluita armada d'ETA, Abascal declarà que preferia seguir portant escorta a què Espanya es trenqués.

### Fundació Denaes
El 2006 creà la Fundación para la Defensa de la Nación Española (Denaes), que presidí des del 2006 fins al 2014, quan passà a dedicar-se totalment a la creació del nou partit Vox. Denaes es presenta amb la pretensió d'impulsar el coneixement i la reivindicació de la nació espanyola, de la seva realitat històrica, política, social i cultural, així com enfortir-ne les institucions polítiques i jurídiques comunes, i reivindicar-ne els símbols i els llaços d'unió.

### Creació del partit Vox
El novembre del 2013, Abascal anuncià que abandonava la militància al Partit Popular per estar en desacord amb l'actuació del partit respecte dels casos de corrupció que l'esquitxaven (Cas Gürtel), la política antiterrorista del Govern de Mariano Rajoy i del Partit Popular del País Basc contra ETA (por exemple, per l'excarceració de Josu Uribetxebarria Bolinaga), i la política enfront dels nacionalismes basc i català i el tema de la unitat d'Espanya, tot acusant Rajoy de "traïr les idees" del PP.
El 16 de gener del 2014 presentà, juntament amb José Antonio Ortega Lara, José Luis González Quirós i Ignacio Camuñas, entre d'altres exmilitants del Partit Popular, un partit polític nou de dretes, que van anomenar Vox, amb el propòsit de ser una alternativa a la partitocràcia del PP i el PSOE, regenerar la democràcia, apropar la política als ciutadans i defensar la unitat de la "nació espanyola". De fet, el nou partit es proposa acabar l'actual estat autonòmic, fer una política antiterrorista ferma i propiciar una economia lliure però controlada per uns organismes reguladors eficaços, a més de prohibir l'avortament i mantenir la monarquia.
El primer objectiu de Vox fou concórrer a les eleccions europees de maig. Inicialment, Abascal ocupà el càrrec de secretari general provisional de Vox, amb Vidal-Quadras de president, fins que el 20 de setembre del 2014 fou elegit president pel 91% dels militants. El juny del 2015 es proclamà candidat a President del Govern d'Espanya, en les eleccions generals de desembre del 2015 i en les de juny del 2016, on no obtingué cap diputat. El març del 2018 fou reelegit per tercer cop president de Vox, i el 7 d'octubre protagonitzà el seu primer gran míting a Madrid, on es carregà de forces per a aspirar a fer por tant al PP com a C's.
El gener de 2024 fou reescollit president de Vox fins al 2028.

## Obres destacades
- Secesión y exclusión en el País Vasco. Ikusager, Vitòria, 2004.
- ¿Derecho de autodeterminación? Sobre el pretendido derecho de secesión del "Pueblo Vasco". Centro de Estudios Políticos y Constitucionales, Madrid, 2004.
- La farsa de la autodeterminación. El plan Ibarretxe: al asalto del País Vasco y España. Áltera, Barcelona, 2005.
- En defensa de España. Razones para el patriotismo español. Encuentro, Madrid, 2008. Amb Gustavo Bueno Sánchez.
- No me rindo. La Esfera de los Libros, Madrid, 2014. Amb Gonzalo Altozano.